# Mairan (cràter)

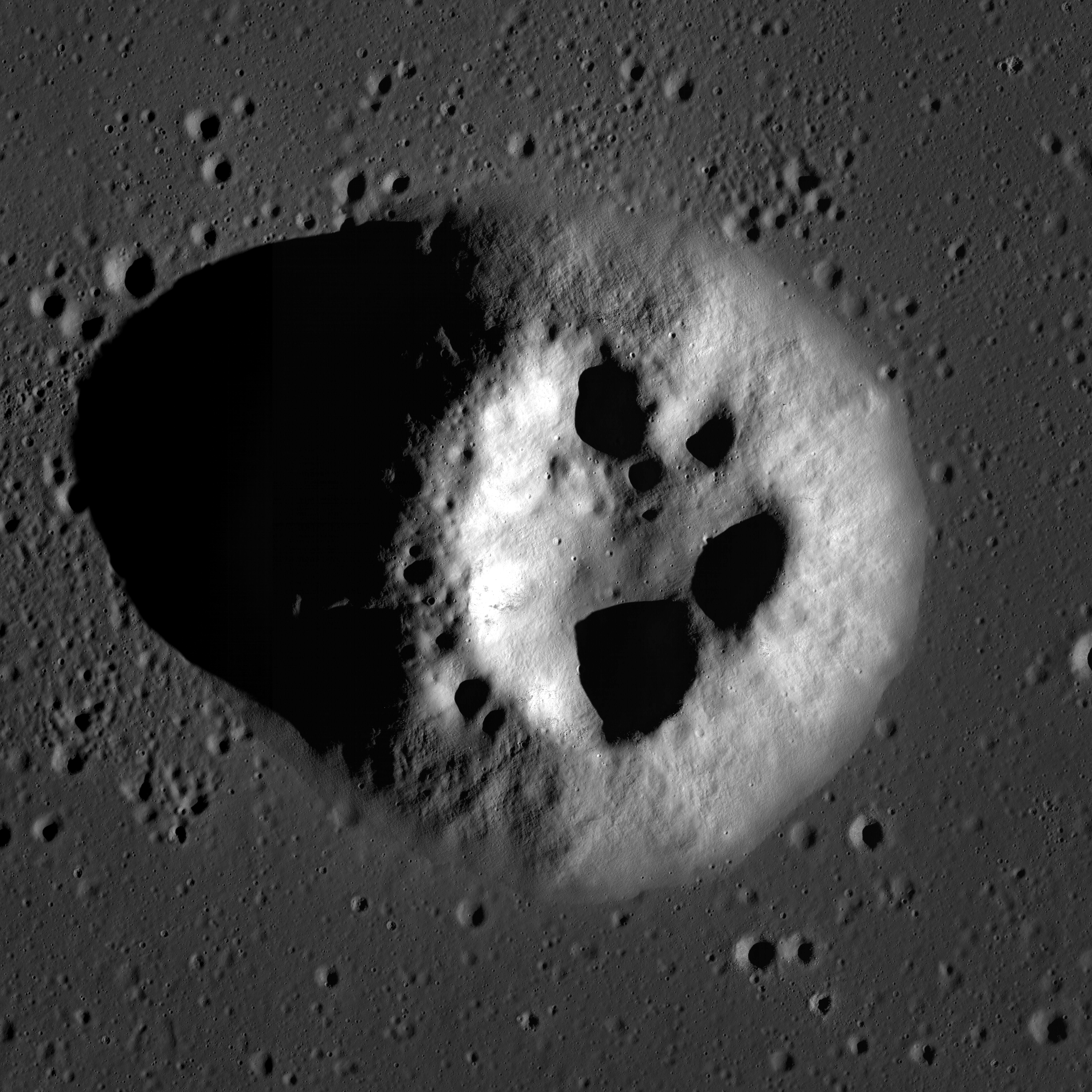
Dom lunar Mairan T

Mairan és un cràter d'impacte lunar que es troba en una península de les terres altes, entre el Oceanus Procellarum a l'oest i la Mare Imbrium a l'est. Al nord-nord-est es troba el cràter de grandària comparable Sharp. Al nord-oest de Mairan es troba el cràter Louville, fortament erosionat.
La vora exterior de Mairan no mostra signes significatius d'erosió o d'impactes, i conserva un perfil afilat. La superfície al voltant de Mairan és aspra i irregular, amb una multitud de petits cràters, particularment al sud i a l'oest. Les parets interiors mostren algunes terrasses, i flueixen fins a un sòl interior relativament pla.
En el mare, a l'oest de Mairan, es troba un petit dom lunar designat Mairan T, amb un minúscul cràter en el cim (en la nomenclatura oficial de la UAI, aquest nom es refereix només al cràter). La seva amplària és d'aproximadament 7 km i l'altura és d'aproximadament 800 m. És una de les cúpules inusualment escarpades i brillants que es creu que estan formades per laves molt viscoses, amb un alt contingut de sílice.
En l'entorn també es troba una esquerda sinuosa, situada en l'extrem sud-oest de la península de les terres altes que conté al cràter Mairan. Es designa Rima Mairan, i segueix un curs nord-sud al llarg de prop de 100 quilòmetres.

## Cràters satèl·lit
Per convenció aquests elements són identificats en els mapes lunars posant la lletra en el costat del punt central del cràter que està més proper a Mairan.
|        | \| Mairan \| Coordenades \| Diàmetre \| \| ------ \| ------------------------------------ \| -------- \| \| A \| 38° 36′ N, 38° 48′ O / 38.6°N,38.8°O \| 16 km \| \| C \| 38° 36′ N, 46° 00′ O / 38.6°N,46.0°O \| 7 km \| \| D \| 40° 54′ N, 45° 24′ O / 40.9°N,45.4°O \| 10 km \| \| E \| 37° 48′ N, 37° 12′ O / 37.8°N,37.2°O \| 6 km \| \| F \| 40° 18′ N, 45° 06′ O / 40.3°N,45.1°O \| 9 km \| \| G \| 40° 54′ N, 50° 48′ O / 40.9°N,50.8°O \| 6 km \| \| H \| 39° 18′ N, 40° 00′ O / 39.3°N,40.0°O \| 5 km \| \| K \| 40° 48′ N, 41° 00′ O / 40.8°N,41.0°O \| 6 km \| \| L \| 39° 00′ N, 43° 12′ O / 39.0°N,43.2°O \| 6 km \| \| N \| 39° 12′ N, 45° 30′ O / 39.2°N,45.5°O \| 6 km \| \| T \| 41° 42′ N, 48° 18′ O / 41.7°N,48.3°O \| 3 km \| \| Y \| 42° 42′ N, 44° 00′ O / 42.7°N,44.0°O \| 7 km \| |          |
| Mairan | Coordenades | Diàmetre |
| A      | 38° 36′ N, 38° 48′ O / 38.6°N,38.8°O | 16 km    |
| C      | 38° 36′ N, 46° 00′ O / 38.6°N,46.0°O | 7 km     |
| D      | 40° 54′ N, 45° 24′ O / 40.9°N,45.4°O | 10 km    |
| E      | 37° 48′ N, 37° 12′ O / 37.8°N,37.2°O | 6 km     |
| F      | 40° 18′ N, 45° 06′ O / 40.3°N,45.1°O | 9 km     |
| G      | 40° 54′ N, 50° 48′ O / 40.9°N,50.8°O | 6 km     |
| H      | 39° 18′ N, 40° 00′ O / 39.3°N,40.0°O | 5 km     |
| K      | 40° 48′ N, 41° 00′ O / 40.8°N,41.0°O | 6 km     |
| L      | 39° 00′ N, 43° 12′ O / 39.0°N,43.2°O | 6 km     |
| N      | 39° 12′ N, 45° 30′ O / 39.2°N,45.5°O | 6 km     |
| T      | 41° 42′ N, 48° 18′ O / 41.7°N,48.3°O | 3 km     |
| Y      | 42° 42′ N, 44° 00′ O / 42.7°N,44.0°O | 7 km     |

### Altres referències
- (WGPSN), IAU Working Group for Planetary System Nomenclature. «Gazetteer of Planetary Nomenclature. 1:1 Million-Scale Maps of the Moon» (en anglès).  UAI / USGS, 13-02-2013. [Consulta: 6 abril 2016].
- Andersson, L. E.; Whitaker, E. A.,. NASA Catalogue of Lunar Nomenclature (en anglès).  NASA RP-1097, 1982.
- Blue, Jennifer. «Gazetteer of Planetary Nomenclature» (en anglès).  USGS, 25-07-2007. [Consulta: 2 gener 2012].
- Bussey, B.; Spudis, P.. The Clementine Atlas of the Moon (en anglès).  Nueva York: Cambridge University Press, 2004. ISBN 0-521-81528-2.
- Cocks, Elijah E.; Cocks, Josiah C.. Who's Who on the Moon: A Biographical Dictionary of Lunar Nomenclature (en anglès).  Tudor Publishers, 1995. ISBN 0-936389-27-3.
- McDowell, Jonathan. «Lunar Nomenclature» (en anglès).   Jonathan's Space Report, 15-07-2007. [Consulta: 2 gener 2012].
- Menzel, D. H.; Minnaert, M.; Levin, B.; Dollfus, A.; Bell, B. «Report on Lunar Nomenclature by The Working Group of Commission 17 of the IAU» (en anglès). Space Science Reviews, 12, 1971, pàg. 136.
- Moore, Patrick. On the Moon (en anglès).  Sterling Publishing Co, 2001. ISBN 0-304-35469-4.
- Price, Fred W. The Moon Observer's Handbook (en anglès).  Cambridge University Press, 1988. ISBN 0521335000.
- Rükl, Antonín. Atlas of the Moon (en anglès).  Kalmbach Books, 1990. ISBN 0-913135-17-8.
- Webb, Rev. T. W.. Celestial Objects for Common Telescopes, 6ª edición revisada (en anglès).  Dover, 1962. ISBN 0-486-20917-2.
- Whitaker, Ewen A. Mapping and Naming the Moon (en anglès).  Cambridge University Press, 2003. 978-0-521-54414-6.
- Wlasuk, Peter T. Observing the Moon (en anglès).  Springer, 2000. ISBN 1-85233-193-3.